# Gospodarka Niemiec

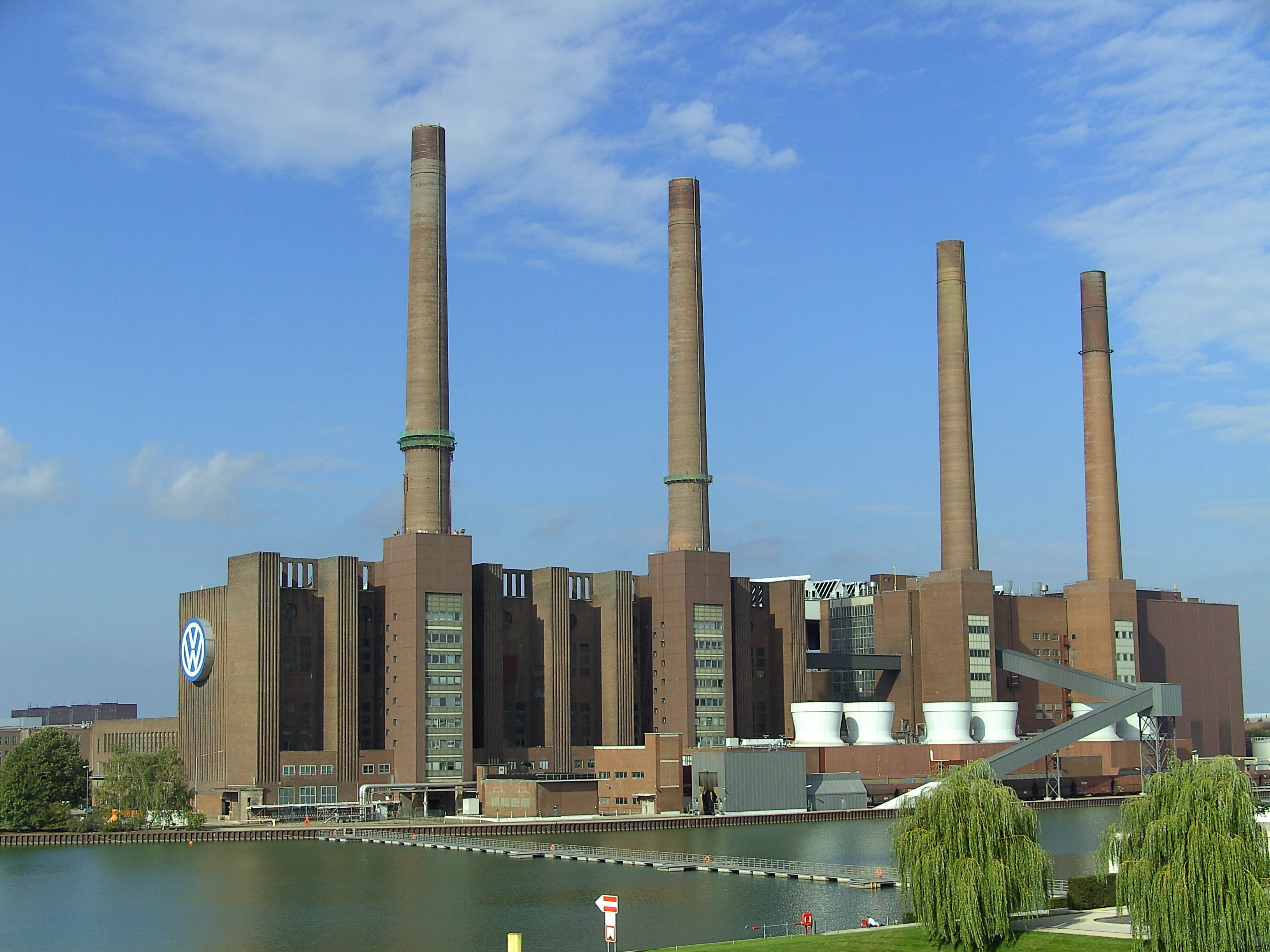
Zakłady Volkswagena w Wolfsburgu

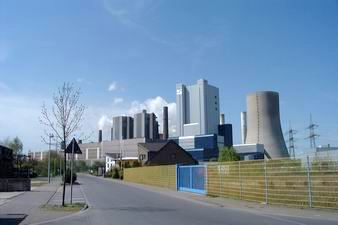
Elektrownia Niederaußem na węgiel brunatny koncernu RWE

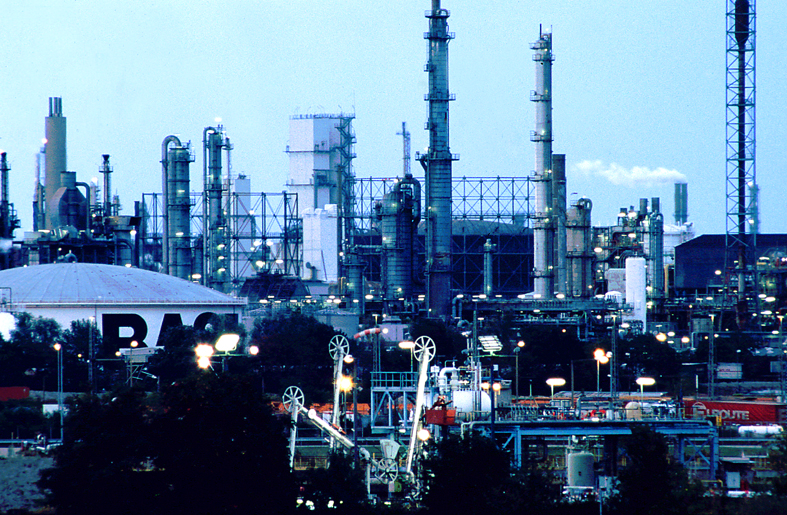
Zakłady BASF w Ludwigshafen

Gospodarka Niemiec – rozwinięta społeczna gospodarka rynkowa, największa w Europie i nominalnie trzecia na świecie (po USA i Chinach). Jest największym rynkiem w Unii Europejskiej. Gospodarka RFN zajęła 8. miejsce wśród najbardziej innowacyjnych gospodarek świata według Globalnego Indeksu Innowacji, sporządzonego przez Światową Organizację Własności Intelektualnej (WIPO) w 2022 roku.
Niemcy są w pierwszej piątce największych eksporterów. Z 1,339 bln dolarów w 2014 roku mają nadwyżkę handlową 284 mld euro. Eksport stanowi ponad jedną trzecią produkcji krajowej.
Niemcy posiadają w narodowym skarbcu 3,4 tys. ton złota.

## Waluta
Walutą w Niemczech jest euro, które dzieli się na 100 centów. Do 2002 r. obowiązywała marka niemiecka.
Głównym centrum finansowym o światowym znaczeniu jest Frankfurt nad Menem, m.in. siedziba Europejskiego Banku Centralnego, Frankfurckiej Giełdy Papierów Wartościowych (Börse Frankfurt), Deutsche Banku, Dresdner Banku oraz Commerzbanku.

## Produkt krajowy brutto
Produkt krajowy brutto (PKB) Niemiec wyniósł 3,629 biliona dolarów amerykańskich w 2013 roku. Na jednego mieszkańca przypadało wówczas około 43,4 tysiąca dolarów amerykańskich, co plasowało Niemcy na 7. miejscu w Unii Europejskiej i na 16. miejscu na świecie pod względem PKB per capita.
W 2008 roku, gospodarka Chin (ChRL) przerosła gospodarkę niemiecką pod względem PKB.

## Deficyt budżetowy
Wieloletni deficyt budżetowy, a szczególnie wysokie koszty zjednoczenia Niemiec, spowodowały, że zadłużenie tego kraju jest wysokie i wynosi ponad 1,5 bln euro (co odpowiada 18 tys. euro/mieszkańca). Jednak to zadłużenie jest dziś realnie większe, bo do tego należy doliczyć przewidywane zobowiązania państwa wobec przechodzących na emeryturę pracowników sfery budżetowej w randze urzędnika (są one płacone bezpośrednio z budżetu, a nie przez ubezpieczenia emerytalne) i do 2012 sumują się na kolejne 4 do 5 bilionów euro (źródło: Bund der Steuerzahler). Obsługa niemieckiego zadłużenia, duże i ciągle rosnące koszty systemu opieki zdrowotnej i systemu emerytalnego, a także bezrobocie, to dziś największe problemy niemieckiej gospodarki.
Od początku istnienia RFN wszystkie jej budżety były z deficytem. Obecne zadłużenie Niemiec odpowiada około 81% PKB, podczas gdy kwotowo wyższe zadłużenie Stanów Zjednoczonych wynosi 10 bilionów dolarów (stan na 2009 r.) i również kwotowo wyższe zadłużenie Japonii 160% (ok. 7 bln dolarów). W odniesieniu do PKB niemiecki dług porównywalny jest do większości krajów wysoko rozwiniętych.
Niemcy przez kilka lat nie wypełniały części kryteriów konwergencji, podpisanych w Maastricht (dotyczących stabilności euro). Dla ratowania finansów państwa przeprowadzano cięcia w systemach ubezpieczeń społecznych, co w nieznacznym stopniu poprawiło sytuację. Ponowne spełnienie kryteriów z Maastricht nastąpiło w 2006 roku.

## Eksport
Eksport, będący podstawą niemieckiej gospodarki, walnie przyczynił się do ożywienia gospodarczego tego kraju. Niemcy są stale obecne w pierwszej piątce największych eksporterów. Wartość eksportu w 2011 wyniosła około 1543 mld USD. Eksportowane są przede wszystkim: maszyny, samochody, narzędzia przemysłowe, elektronika, wyroby tekstylne, chemikalia, aparatura precyzyjna, stal, artykuły rolno-spożywcze, uran, węgiel kamienny i brunatny, nawozy i tworzywa sztuczne.
Siła niemieckiego eksportu wiąże się między innymi z dominującą pozycją Niemiec w Unii Europejskiej. Niemcy są największym płatnikiem netto w Unii Europejskiej, ale jednocześnie najwięcej zyskują na wspólnym rynku. Warto jednak zauważyć, iż już w połowie lat 50. XX wieku Niemcy pod względem wartości wyeksportowanych towarów znalazły się na trzecim miejscu na świecie, po USA i Wielkiej Brytanii, a w latach 1986–1988 były nawet światowym liderem pod względem eksportu.

## Rolnictwo
Niemcy to największy na świecie producent piwa i chmielu. Na południu kraju (dokładnie na Nizinie Górnoreńskiej) uprawia się winorośl. Hoduje się głównie bydło i trzodę chlewną, a uprawia buraki cukrowe, zboża, ziemniaki, owoce, warzywa i winogrona. Ważną pozycje zajmują produkty mleczarskie. 3% ludności czynnej zawodowo pracuje na rolnictwie.

## Przemysł
Na dzień 30 września 2011 roku w Niemczech zarejestrowanych było 1 000 385 przedsiębiorstw. Zatrudnianych w nich było około 5 156 807 osób. Obrót wyniósł 497 271 miliardów euro.
Do najlepiej rozwiniętych gałęzi przemysłu w Niemczech należą: przemysł elektromaszynowy, rafineryjny, energetyczny oraz hutniczy i chemiczny. Na całym świecie cenione są także niemieckie wyroby z dziedzin przemysłu odzieżowego (Adidas), a także z dziedzin optyki i zaawansowanych technologii (high-tech). Niemiecki przemysł chemiczny osiągnął czołową pozycję na świecie, jego głównym ośrodkiem jest Ludwigshafen am Rhein (siedziba BASF). Ku tej samej pozycji w świecie zmierza także motoryzacja.
Niemcy są największym eksploatatorem węgla brunatnego i soli potasowych na świecie. Znamienną rolę w gospodarce odgrywa Nadreński Okręg Przemysłowy, w skład którego wchodzi Zagłębie Ruhry – jeden z największych obszarów przemysłowych świata. Duże obszary przemysłowe zlokalizowane są również wokół Hamburga, Hanoweru, Salzgitter, Saarbrücken, Frankfurtu nad Menem, Stuttgartu i Monachium.
Przemysł na wschodnim terytorium państwa koncentruje się głównie w Zagłębiach Saskim i Łużyckim, a także w rejonach Berlina, Lipska, Chemnitz i Drezna. Ogromną rolę w gospodarce kraju odgrywają koncerny o zasięgu międzynarodowym, skore do inwestycji poza granicami kraju, co przyczynia się do rozwoju wielu, także silnych gospodarczo państw. Firmy inwestują w badania naukowe i rozwijają własne ośrodki badawcze, co pozwala na szybkie wdrażanie nowoczesnych, wysokiej jakości produktów.
Liczba zatrudnionych w niemieckim przemyśle wykazuje od lat tendencję spadkową.

## Energetyka
Niemcy są liderem światowym we wdrażaniu energetyki odnawialnej. Zgodnie ze strategią energetyczną z 2010 r. udział energii odnawialnej w całości konsumpcji energii elektrycznej powinien osiągnąć co najmniej 35% w 2020 r., 50% w 2030 r., 65% w 2040 r. i 80% w 2050 r.
Górnictwo węgla kamiennego powoli przestaje być jednym z dominujących gałęzi przemysłu w Niemczech. Niemiecki rząd planuje stopniowe zamknięcie wszystkich kopalń w kraju do 2012 roku. W 2004 roku na terenie Niemiec funkcjonowało 9 kopalń zatrudniających 42 000 osób (w 1980 roku funkcjonowało 39 kopalń zatrudniających 186 800 osób). Zużycie węgla kształtuje się następująco: elektrownie – 75%, przemysł stalowy – 24%, ogrzewanie – 1% (dane z 2004 roku). Produkcja energii elektrycznej z węgla wynosiła w 2004 roku 10% (w 1990 roku – 26%).
Od podpisania protokołu w Kioto podejmuje się starania dla zmniejszenia emisji dwutlenku węgla do atmosfery, choć z drugiej strony w 2002 roku przyjęto ustawę o stopniowej likwidacji elektrowni jądrowych. Jednakże już po kilku latach (w 2009 roku) rozpoczęto proces uchylania tej ustawy, a w 2010 r. rząd federalny wydłużył okres eksploatacji bloków jądrowych z 32 do 60 lat.

## Gospodarka odpadami
Niemcy są jednym z europejskich i światowych liderów w odzyskiwaniu odpadów. W 2009 r. odzyskały 63% odpadów miejskich, 80% odpadów przemysłowych i handlowych oraz 90% odpadów budowlanych i z rozbiórek. Roczne obroty niemieckiego sektora gospodarki odpadami wynoszą 50 miliardów euro. Niemcy eksportują technologie środowiskowe; opanowały m.in. 25% światowego rynku technologii przetwarzania odpadów w cyklu zamkniętym.

## Emisja gazów cieplarnianych
Z wysoką pozycją gospodarczą wiąże się znaczący udział w światowej emisji gazów cieplarnianych. W 2018 Niemcy odpowiadały za ok. 2% emisji dwutlenku węgla pochodzenia kopalnego w skali świata i 21,8% w skali Unii Europejskiej, zajmując w niej pierwsze miejsce. Łączna emisja równoważnika dwutlenku węgla z obszaru Niemiec wyniosła w 1990 roku 1 241,599 Mt, z czego 1 018,059 Mt stanowił dwutlenek węgla. W przeliczeniu na mieszkańca emisja wyniosła wówczas 12,868 t dwutlenku węgla, a w przeliczeniu na 1 dolar PKB 410 kg. Po roku 1990 całkowita emisja dość jednostajnie spadała. W 2018 emisja dwutlenku węgla pochodzenia kopalnego wyniosła 752,655 Mt, a w przeliczeniu na mieszkańca 9,146 t i w przeliczeniu na 1 dolar PKB 197 kg. Przez cały czas główną branżą odpowiedzialną za tę emisję była energetyka, a na drugim miejscu transport. Mimo ogólnego spadku w większości branż, emisje z transportu pozostawały na zbliżonym poziomie. W całkowitej emisji gazów cieplarnianych dwutlenek węgla zawsze stanowił przytłaczającą większość. W 2015 emisje metanu z obszar Niemiec stanowiły 12,9% emisji Unii Europejskiej, stawiając ten kraj na drugiej pozycji po Wielkiej Brytanii. Z kolei emisje podtlenku azotu stanowiły 14,3% emisji Unii Europejskiej, stawiając ten kraj na drugiej pozycji po Francji. Zauważalne były też emisje gazów fluorowanych.

## Transport

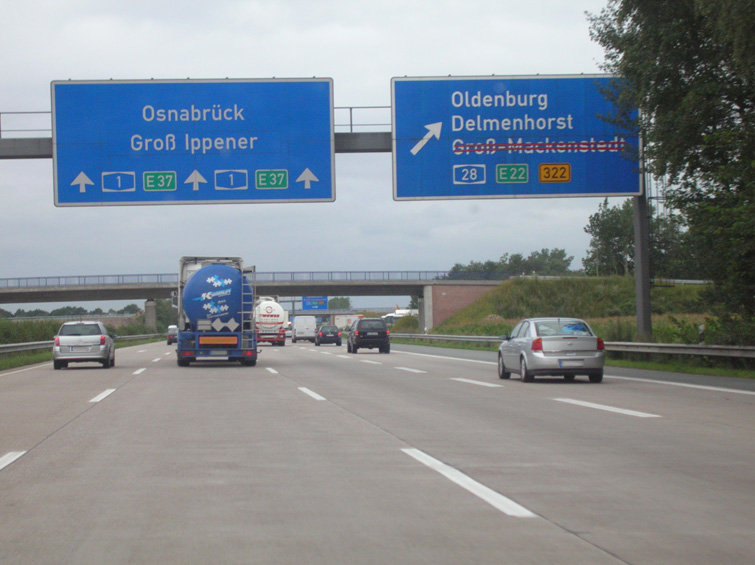
Niemiecka autostrada A1

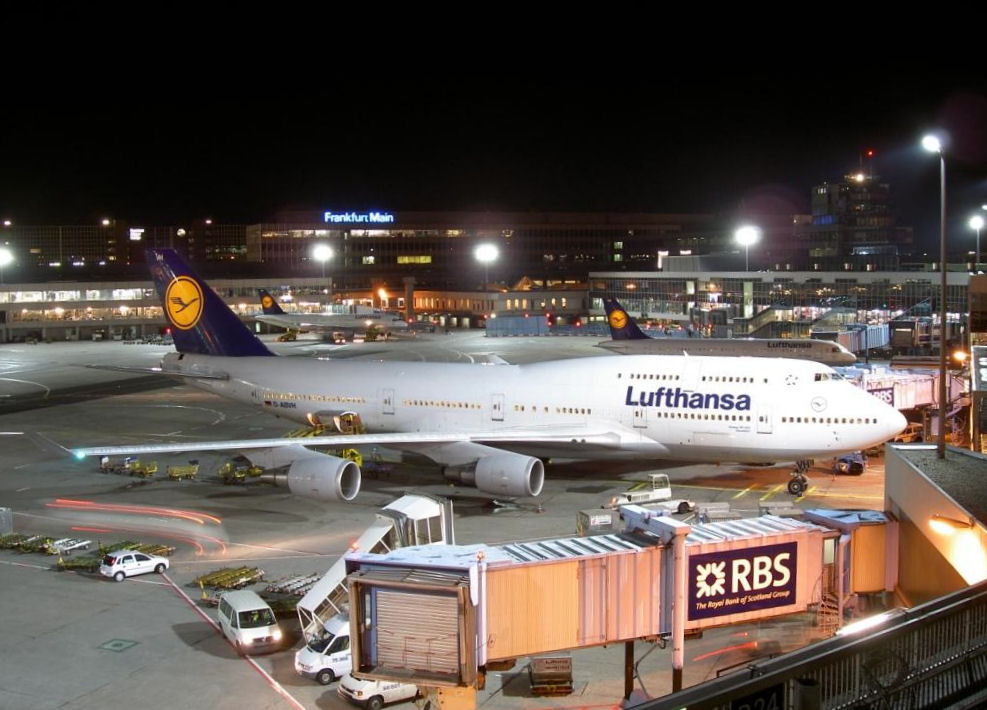
Port lotniczy Frankfurt

### Transport drogowy
Drogi w Niemczech podzielone są na następujące kategorie:
- Bundesautobahnen
- Bundesstraßen
- Land-(Staats-)straßen
- Kreisstraßen
- Gemeindestraßen

Po niemieckich drogach o łącznej długości 650 tys. km (dane z 2011), w tym ponad 12,8 tys. km autostrad, jeździ ponad 46 mln samochodów osobowych i 8 mln ciężarowych.

### Transport kolejowy

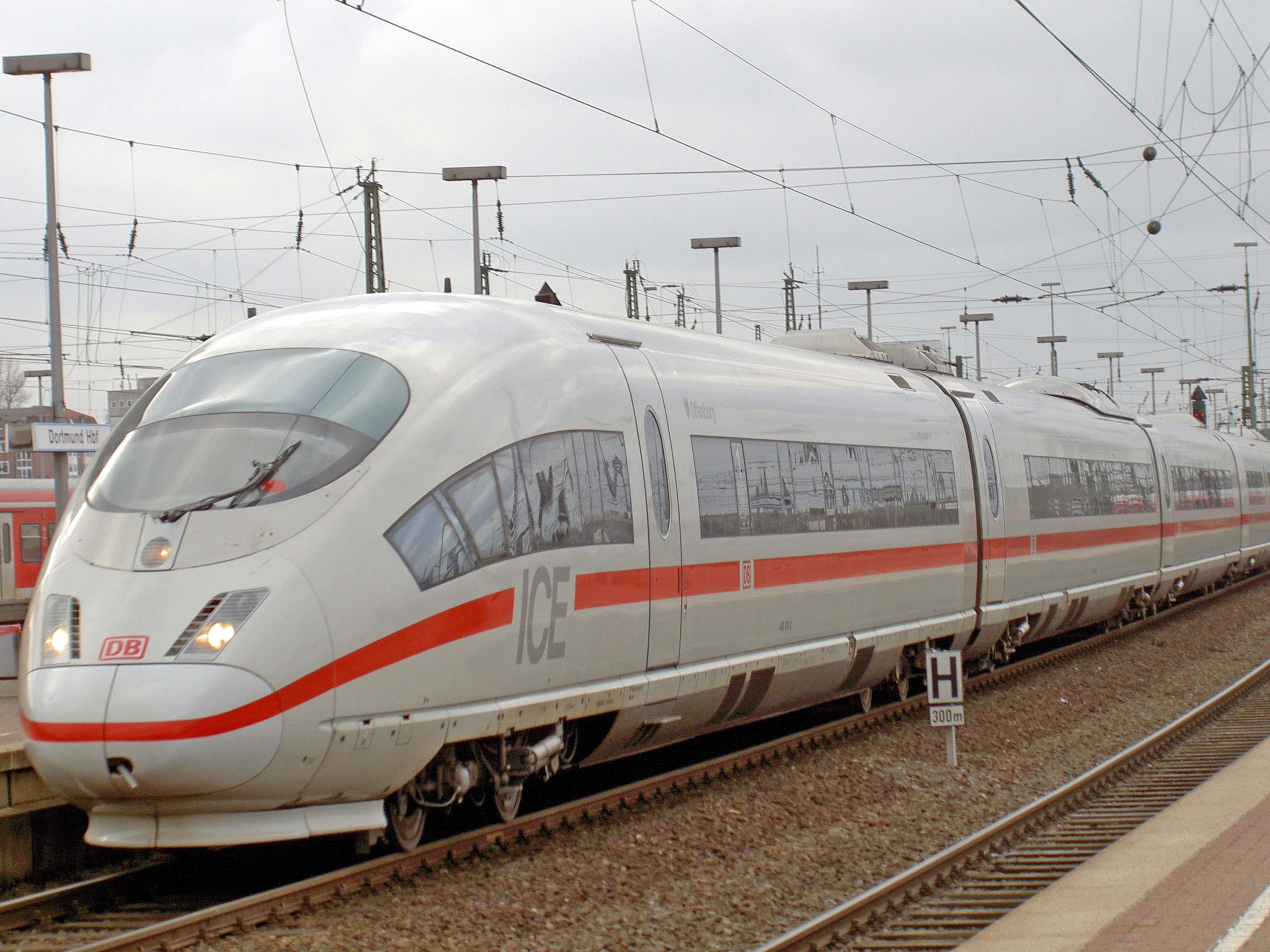
ICE 3 w Dortmundzie

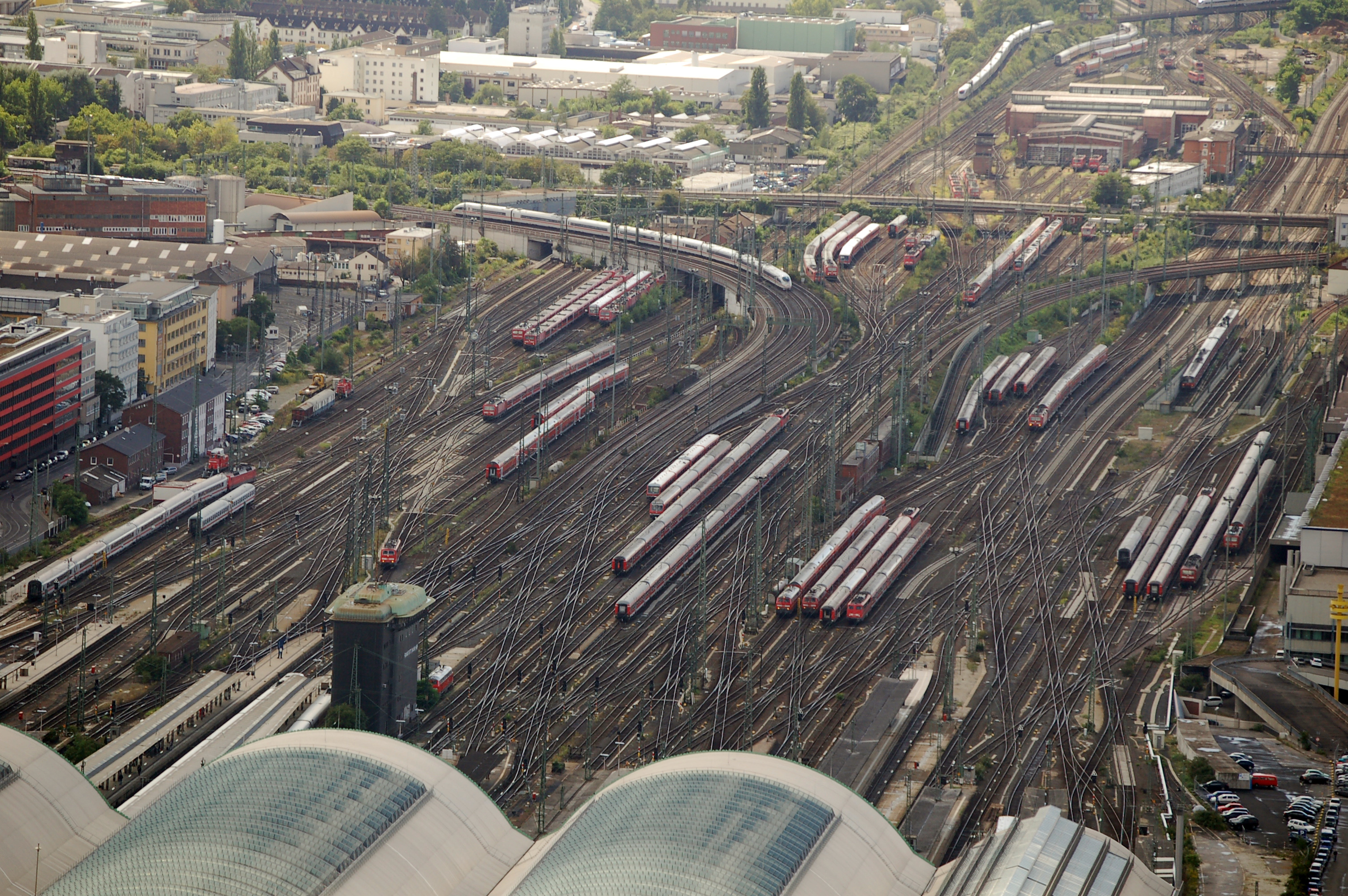
Widok na torowisko dworca głównego we Frankfurcie nad Menem

W Niemczech istnieje 48 215 km (dane z 2006) linii kolejowych. Ważną rolę w ruchu pasażerskim odgrywają szczególnie eksploatowane od 1991 r. pociągi dużych prędkości ICE, których prędkość dochodzi do 300 km/h. Dominującym przedsiębiorstwem kolejowym jest Deutsche Bahn AG.

### Transport lotniczy
W kraju działają 164 porty lotnicze, z czego 14 międzynarodowych. Największy z nich to port lotniczy Frankfurt.

### Transport morski

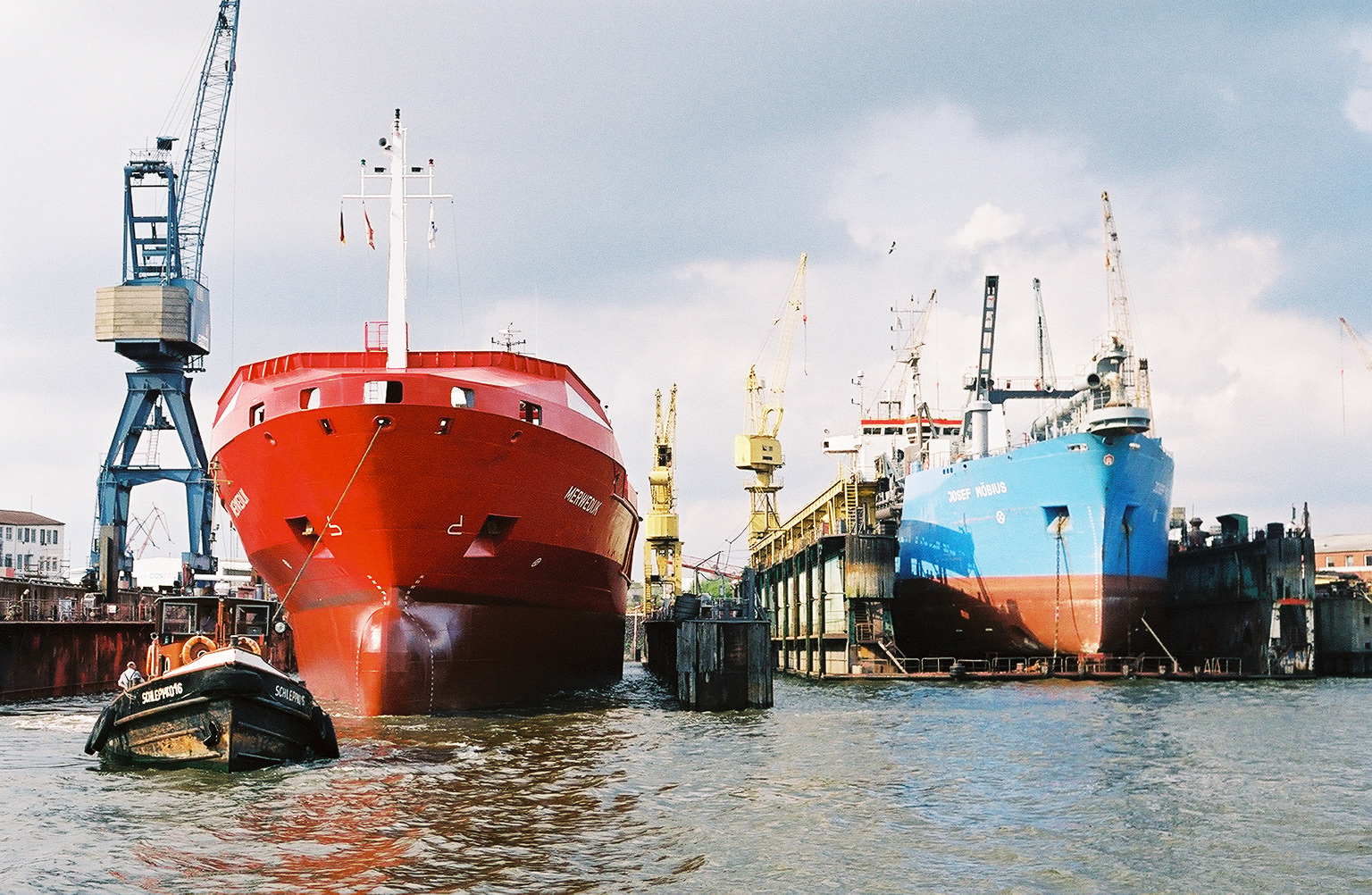
Port w Hamburgu

Głównymi portami morskimi są: Hamburg, Wilhelmshaven, Brema, Rostock i Lubeka.

### Żegluga śródlądowa
W Niemczech długość szlaków wynosi 7467 km. Główną rzeką w żegludze śródlądowej jest Ren. Najważniejsze kanały to: kanał Kiloński oraz kanał Ren-Men-Dunaj. Głównymi portami śródlądowymi są: Duisburg i Magdeburg.

## Telekomunikacja
W 2002 roku w Niemczech było 56 milionów użytkowników telefonów komórkowych oraz 32 milionów użytkowników Internetu. W kraju działa ponad 800 nadawców radiowych i 300 telewizyjnych. Niemiecka firma Deutsche Telekom należy do największych przedsiębiorstw telekomunikacyjnych na świecie.

## Turystyka
Turystyka w Niemczech jest bardzo dobrze rozwinięta. Głównymi ośrodkami turystycznymi są: Berlin, Monachium i Hamburg. Przez turystów są zwiedzane głównie lasy (Lasy Turyńskie, Lasy Bawarskie i Schwarzwald), a z jezior – Jezioro Bodeńskie. Najczęściej odwiedzanym landem jest Bawaria. Najwięcej zabytków kultury znajduje się w Kolonii, Akwizgranie i w Stralsundzie.

### Targi
Istotnym narzędziem rozwoju i prowadzenia eksportu jest wystawiennictwo, rozwinięte w tym kraju na równie wielką skalę, jaką odgrywa jego gospodarka na świecie. Szereg imprez ma znaczenie globalne, wśród nich można wymienić m.in. Targi Hanowerskie wraz z CeBIT, Targi Książki we Frankfurcie nad Menem, organizowane na terenach Targów Berlińskich takie imprezy wystawiennicze jak InnoTrans, Internationale Tourismus-Börse, Internationale Funkausstellung, Internationale Grüne Woche Berlin. Ważną rolę odgrywają też targi w Düsseldorfie, Essen, Frankfurcie nad Menem, Hamburgu, Kolonii, Lipsku, Norymberdze, Monachium i Stuttgarcie.

## Historia
Reparacje wojenne nałożone na Niemcy mocą traktatu wersalskiego uniemożliwiały rozwój gospodarczy. W latach 1922–1923 nastąpiła w Niemczech hiperinflacja. 1 dolar amerykański był wart 4 200 000 000 marek niemieckich. Hitler, po dojściu do władzy, odmówił dalszego spłacania reparacji, uruchomił system robót publicznych dla bezrobotnych, a gospodarkę przestawił na tory produkcji militarnej. Sytuacja gospodarcza znacznie się poprawiła. Istotny wkład w rozwój bilateralnych stosunków gospodarczych pomiędzy Niemcami a ZSRR miała w tym okresie działalność radzieckiej spółki Russgertorg.
Pod koniec wojny gospodarka znalazła się w krytycznej sytuacji.
Po wojnie w Niemczech (na początku tylko w Bizonii) pod kierunkiem Ludwiga Erharda przeprowadzono reformy, które miały na celu przestawienie gospodarki z wojennej na pokojową z wieloma elementami wolnego rynku. U podstaw niemieckiego „cudu gospodarczego” legł ogromny wysiłek inwestycyjny zarówno biznesu, jak i państwa. Państwo uczestniczyło bezpośrednio w inwestowaniu i organizowaniu przedsięwzięć. W latach 1953–1954 stopa inwestycji rządu była wyższa niż prywatnego biznesu. W 1966 r., w wyniku pierwszej większej recesji światowej w latach powojennych oraz wzrostu bezrobocia, rząd podał się do dymisji. Władzę objęła koalicja CDU i SPD (chrześcijańscy demokraci i socjaldemokraci). Pierwszym jej krokiem było uchwalenie ustawy o stabilizacji i wzroście. Miała się ona opierać na syntezie ordoliberalizmu i keynesizmu. Wyznaczała 4 cele: stałe ceny, pełne zatrudnienie, trwały wzrost oraz zrównoważony bilans handlu zagranicznego. Do realizacji ustawy powołano: Radę ds. Koniunktury, Radę Planowania Finansów i Radę Ekspertów. Bank centralny, cieszący się dużą samodzielnością, zaczął odgrywać coraz większą rolę.

### Problemy gospodarcze w latach 2003–2005
Niemieckie zadłużenie osiągnęło w styczniu 2006 nowy rekordowy stan: 1,49 biliona euro, co odpowiadało ok. 18 tys. € na głowę mieszkańca. Do tego dochodziły przewidywane zobowiązania państwa względem przechodzących na emeryturę pracowników sfery budżetowej w randze urzędnika, które płacone są bezpośrednio z budżetu, a nie przez ubezpieczenie emerytalne i do 2012 sumowały się na kolejne 4 do 5 bilionów euro (źródło: niem. Bund der Steuerzahler). Od początku istnienia RFN wszystkie jej budżety były z deficytem. Zadłużenie i związane z nim odsetki, rosnące koszty systemu opieki zdrowotnej i emerytalnego, jak również bezrobocie (ok. 3,37 mln ludzi), stanowiły poważny problem gospodarczy. Niemcy nie dotrzymywali od kilku lat, podpisanych w Maastricht, kryteriów konwergencji (dotyczących stabilności euro).
W 2006 roku Niemcy po raz pierwszy od kilku lat dotrzymały kryteria z Maastricht. W 2006 roku nastąpiła wyraźna poprawa sytuacji gospodarczej. Wzrost gospodarczy prognozowany na początku roku na 1% wyniósł ostatecznie 2,7%.
Liczba zatrudnionych w niemieckim przemyśle wykazuje od lat tendencję spadkową. Każdego dnia z Niemiec przenosi się ok. 1500 miejsc pracy (ok. 500 000 rocznie) do państw Europy Wschodniej i Azji. Mimo tego, przemysł wnosi ok. 30% do PKB, a jego podstawową gałęzią jest motoryzacja i związane z nią branże. Od podpisania protokołu w Kioto podejmuje się starania dla zmniejszenia emisji dwutlenku węgla do atmosfery, choć z drugiej strony ustanowiono zakaz budowy nowych i plan zamknięcia działających elektrowni atomowych.

### Kryzys finansowy
Gospodarka niemiecka silnie odczuła globalny kryzys finansowy. W lutym 2009 odnotowano spadek produkcji przemysłowej w ujęciu rocznym o 20,6%. Był to szósty kolejny miesięczny spadek (w stosunku do stycznia 2009 o 2,7%).

## Różnice między landami zachodnimi a wschodnimi
Wciąż widać różnice gospodarcze między starymi krajami związkowymi a nowymi. We wschodnich landach w latach 1990–1991 bezrobocie wynosiło 15%, a potem wzrosło do 33%. W tym czasie upadło tam wiele zakładów przemysłowych.
Nowe landy zdane są na dofinansowanie z zachodnich landów na rozwój gospodarki i infrastruktury. Do końca 2006 r. do b. NRD przetransferowano w różnej formie około 2000 mld euro. Obecnie na pomoc dla wschodnich landów przeznacza się ok. 4% PKB landów zachodnich. PKB per capita na obszarze b. NRD osiągnął poziom 67,3% poziomu zachodnioniemieckiego, wpływy podatkowe osiągają 45% poziomu zachodniego.

## Największe przedsiębiorstwa
| - Siemens AG - Daimler AG - BMW - Opel - Porsche - Robert Bosch GmbH - Bayer - RWE AG - BASF - AEG - Audi AG | - Deutsche Telekom - Dr. Oetker - Carl Kühne KG - Löwenbräu - Mannesmann - ThyssenKrupp - E.ON - Deutsche Bank - TUI - Deutsche Lufthansa AG - Volkswagen AG |

## Lista krajów związkowych Niemiec według wskaźnika rozwoju społecznego
Lista krajów związkowych Niemiec według wskaźnika rozwoju społecznego w 2019 roku.
| Lp. | Kraj związkowy                | WRS 2019 | Porównywalne państwa (WRS 2019)                                              |
| --- | ----------------------------- | -------- | ---------------------------------------------------------------------------- |
| 1   | Hamburg                       | 0,976    | Norwegia (0,957)                                                             |
| 2   | Berlin                        | 0,964    | Norwegia (0,957)                                                             |
| 3   | Badenia-Wirtembergia          | 0,961    | Norwegia (0,957)                                                             |
| 4   | Brema (kraj związkowy)        | 0,959    | Norwegia (0,957)                                                             |
| 5   | Bawaria                       | 0,956    | Irlandia (0,956), Szwajcaria (0,956)                                         |
| 6   | Hesja                         | 0,955    | Irlandia (0,956), Szwajcaria (0,956)                                         |
| –   | Niemcy (średnia)              | 0,948    | Islandia (0,949)                                                             |
| 7   | Nadrenia Północna-Westfalia   | 0,944    | Australia (0,944), Holandia (0,944)                                          |
| 8   | Saksonia                      | 0,938    | Finlandia (0,938), Singapur (0,938)                                          |
| 9   | Saara                         | 0,936    | Finlandia (0,938), Singapur (0,938)                                          |
| 10  | Dolna Saksonia                | 0,935    | Belgia (0,932), Finlandia (0,938), Singapur (0,938), Wielka Brytania (0,932) |
| 10  | Nadrenia-Palatynat            | 0,935    | Belgia (0,932), Finlandia (0,938), Singapur (0,938), Wielka Brytania (0,932) |
| 12  | Turyngia                      | 0,928    | Kanada (0,930), Stany Zjednoczone (0,926)                                    |
| 13  | Szlezwik-Holsztyn             | 0,927    | Stany Zjednoczone (0,926)                                                    |
| 14  | Brandenburgia                 | 0,923    | Austria (0,921)                                                              |
| 15  | Meklemburgia-Pomorze Przednie | 0,921    | Austria (0,921)                                                              |
| 16  | Saksonia-Anhalt               | 0,917    | Luksemburg (0,917), Słowenia (0,917)                                         |